# Protemiris
Protemiris is een geslacht van wantsen uit de familie van de Miridae (Blindwantsen). Het geslacht werd voor het eerst wetenschappelijk beschreven door Russell & Weirauch in 2016.

## Soorten
Het genus bevat de volgende soorten:

- Protemiris adenanthi Russell & Weirauch, 2016
- Protemiris conospermi Russell & Weirauch, 2016
- Protemiris distichi Russell & Weirauch, 2016
- Protemiris grevilleae Russell & Weirauch, 2016
- Protemiris isopogoni Russell & Weirauch, 2016